# Bozenna Pasik-Duncan
Bozenna Janina Pasik-Duncan (1947) é uma matemática polonesa-estadunidense, professora de matemática da Universidade do Kansas. Sua área de interesse é controle estocástico e suas aplicações em comunicações, economia e ciências da saúde. É também interessada em educação matemática, particularmente sobre mulheres em ciência, tecnologia, engenharia e matemática (STEM).

## Formação e carreira
Pasik-Duncan obteve o título de mestre em matemática pela Universidade de Varsóvia em 1970. Obteve um doutorado na Escola de Economia de Varsóvia em 1978, onde obteve a habilitação em 1986.
Ela se mudou para o departamento de matemática da Universidade do Kansas em 1984, juntando-se a seu marido Tyrone Duncan (também um matemático da Universidade do Kansas).

## Reconhecimento
Recebeu a Third Millennium Medal de 2000 do Instituto de Engenheiros Eletricistas e Eletrônicos (IEEE), e se tornou fellow do IEEE em 2001. Foi AWM/MAA Falconer Lecturer de 2004, e a vencedora de 2004 do Prêmio Louise Hay. Foi nomeada fellow da International Federation of Automatic Control em 2014. Pasik-Duncan foi selecionada como fellow da Association for Women in Mathematics na classe de 2021 "for her decades of contributions: as a founder and sustainer of the Women in Control Committee of the IEEE Control Systems Society; as the chair of IFAC’s Task Force on Diversity and Inclusion; and via other programs and activities to support and encourage women and girls in mathematics and engineering".